# Austronanus dentatus
Austronanus dentatus är en kräftdjursart som först beskrevs av Nordenstam 1933.  Austronanus dentatus ingår i släktet Austronanus och familjen Paramunnidae. Inga underarter finns listade i Catalogue of Life.